# Konversation
Konversation is een IRC-programma waarmee gechat kan worden op een IRC-netwerk zoals Freenode. Konversation is een KDE- en TDE-programma en is onderdeel van KDE Extragear en tdenetwork. Het programma wordt gekenmerkt door de eenvoud en integratie met de rest van KDE en TDE. Konversation is opensourcesoftware en wordt uitgebracht onder de GPL.

## Mogelijkheden
Versie 1.2 heeft als belangrijkste veranderingen:
- Ondersteuning voor SOCKS 5 en HTTP-proxy's
- Herontworpen DCC bestandsuitwisseling
- Ondersteuning voor UPnP
- Verbeteringen aan Blowfish-encryptiealgoritme

In versie 1.1 heeft Konversation onder andere de volgende mogelijkheden:
- Koppeling met Konqueror door middel van het irc://-protocol.
- Koppeling met het KDE-adresboek (KAddressbook).
- Mogelijkheid om met meerdere IRC-netwerken tegelijkertijd te verbinden.
- Verplaatsbare tabs, inclusief de optie om ze aan de linkerkant te zetten in de vorm van een boomstructuur.
- Direct Client-to-Client-bestanden (DCC) versturen.
- Auto Replace: De optie om door middel van reguliere expressies automatisch tekst te wijzigen, zoals woorden die tussen [[]] zijn geplaatst. Deze worden dan automatisch vertaald in de complete URL.
- Functies om IRC-kanalen te modereren, inclusief het modereren van ban-lijsten.
- On-screen display (OSD) voor instelbare notificaties, bijvoorbeeld wanneer je naam genoemd wordt.

## Versiegeschiedenis
Versie 1.2 is uitgebracht op 9 oktober 2009, waarna versie 1.3 volgde op 7 juni 2010. Versie 1.4 werd uitgebracht op 4 december 2011, versie 1.5 volgde op 15 januari 2014.